# Levoča
Levoča (în germană Leutschau, în maghiară Lőcse) este un oraș în regiunea istorică Spiš (germană Zips) din estul Slovaciei cu o populație de 13.900 locuitori. Orașul are un centru istoric bine conservat, o biserică în stil renascentist cu un altar din lemn unic, realizat de Maestrul Paul din Levoča și multe alte clădiri în același stil. 
Levoča este capitala unui district (okres), și aparține regiunii Prešov (Prešovský kraj).

## Demografie
| An:                | 1994   | 2004   | 2014   | 2024   |
| ------------------ | ------ | ------ | ------ | ------ |
| Număr de persoane: | 13.548 | 14.604 | 14.783 | 13.905 |
| Diferență:         |        | +7,79% | +1,22% | −5,93% |

| An:                | 2023   | 2024   |
| ------------------ | ------ | ------ |
| Număr de persoane: | 13.944 | 13.905 |
| Diferență:         |        | −0,27% |

## Personalități
- Sebastian Hann (1644 - 1713), orfevrar⁠(d);
- Johannes Hahn (1712 - 1783), constructor de orgi, stabilit la Sibiu;
- Erika von Thellmann (1902 - 1988), actriță.